# 眞野あずさ
眞野 あずさ（まの あずさ、1957年〈昭和32年〉7月4日 - ）は、日本の女優である。本名、真野 あづさ。
東京都生まれ（神奈川県出身とも）。姉は女優の真野響子。俳優の柴俊夫は義兄、女優の柴本幸は姪に当たる。

## 来歴
父親は日本航空勤務のサラリーマンだった。神奈川県立光陵高等学校、聖心女子大学文学部英文学科卒業。
大学4年在学中、週刊朝日の表紙を飾ったのがきっかけで芸能界入り。日本テレビ制作の番組『SHARPワールドドキュメント・世界のこれがNo'1』の司会としての出演を経て、TBSの西武スペシャル『風の鳴る国境』で女優デビュー。卒業後の1980年、晴海の国際見本市で行われたビジネスショーでアルバイトをしていた時に出会った、当時コンピューター会社の担当者であった男性と約10年交際の上、1989年12月25日に結婚。「父親と同じサラリーマンと結婚できて嬉しい」と東京プリンスホテルで当時会見を行った。しかし、2005年12月に離婚している。
2015年に姉の響子と『婦人公論』の対談記事に掲載されたのを最後に芸能活動を休止した。そのことと、所属事務所の公式サイトからプロフィールが削除されたこともあり、一般社団法人「映像コンテンツ権利処理機構」の「放送番組に出演された方々をさがしています」というコーナーに名前が載ったことで消息不明とされた。しかし、同法人によると嘗て「眞野あずさ」の芸名で芸能活動をしていた別人が存在したらしく、その人物と眞野が上述の事情で混同され、名前が掲載されたのだという。眞野本人とも連絡は取れており、眞野本人から人違いではないかと連絡が来たことで別人だったことが判り、現在は消息不明者一覧から削除されている。なお、眞野が芸能活動を休止しているのはパニック障害で仕事が出来なくなったことによる病気療養のためとのこと。

## 出演

### テレビドラマ
NHK
- ドラマ人間模様
  - 夕暮れて（1983年） - 賀川由加利
- NHK大河ドラマ
  - 徳川家康（1983年） - お市
- 連続テレビ小説
  - おしん（1983年)
  - 心はいつもラムネ色（1984年 - 1985年） - 裄乃
  - はっさい先生（1987年 - 1988年） - 絹
- 銀河テレビ小説
  - 宵待草（1983年） - 島村トモエ
- 武蔵坊弁慶（1986年） - 建礼門院右京大夫
- 旅はおしゃれに（1987年） - るり子
- ばら色の人生（1987年）

日本テレビ系
- 火曜サスペンス劇場
  - 眠れぬ夜の悪魔（1986年） - 主演
  - 弁護士・高林鮎子シリーズ（計34作）（1986年 - 2005年） - 主演・高林鮎子
  - 松本清張作家活動40年記念SP・ゼロの焦点（1991年） - 主演・鵜原禎子

TBS系
- 西武スペシャル『風の鳴る国境 -明子と早苗-』（1982年5月28日、原作：角田房子） - 主演・明子
- ポーラテレビ小説『千春子』（1983年） - 黒木千秋
- アイコ17歳（1984年） - 折原奈々子
- 水戸黄門
  - 第17部 第7話 「お嬢様は女盗賊・津」（1987年） - お蝶
- 代議士の妻たちII（1989年） - 小谷みどり
- 上条麗子の事件推理シリーズ（2001年 - 2012年、月曜ミステリー劇場→月曜ゴールデン） - 主演・上条麗子
- 高校教師（2003年1月10日 - 3月21日） - 橘百合子

フジテレビ系
- 月曜サスペンスシリーズ（関西テレビ制作）
  - 松本清張サスペンス 隠花の飾り 箱根初詣で（1986年6月2日） - 主演
  - 森村誠一サスペンス 中禅寺湖心中事件（1987年2月16日） - 主演
  - 山村美紗サスペンス 水仙の花言葉は死 洛中洛外花ごよみ（1990年4月23日） - 主演・江夏冬子
    - 現代推理サスペンス 骨の証言（1990年12月17日） - 主演・江夏冬子
- 心はロンリー気持ちは「…」（1987年） - 千恵
- 銭形平次 （1991年 - 1998年） - お静 役 ※北大路欣也版
- 着物デザイナー 黛涼子の推理紀行シリーズ（計4作）（2000年 - 2005年、金曜エンタテイメント） - 主演・黛涼子

テレビ朝日系
- 土曜ワイド劇場
  - 西村京太郎トラベルミステリー10 雷鳥九号殺人事件（1987年） - 三浦由美子
  - ママさん記者明衣子の事件（1999年） - 主演・高橋明衣子
  - 検事・朝日奈耀子シリーズ（2003年 - 2017年、土曜ワイド劇場→土曜プライム・土曜ワイド劇場→日曜ワイド） - 主演・朝日奈耀子
  - さくら署の女たち（2006年9月9日） - 藤堂冬子 
    - 警視庁捜査ファイル さくら署の女たち（2007年7月11日 - 9月13日、連続ドラマ）  - 藤堂冬子
- 松本清張の絢爛たる流離「第3話 離婚した花嫁の殺意」（1987年） - 山辺澄子
- はぐれ刑事純情派（1988年 - 2009年） - 片桐由美 役
- 藤田まことの丹下左膳シリーズ（1990年 - 1994年） -  おふじ

テレビ東京系
- 刑事吉永誠一 涙の事件簿シリーズ 第8作 - 第12作・最終作（2011年 - 2016年、水曜ミステリー9） - 片山桐子 
  - 刑事吉永誠一 涙の事件簿（2013年10月 - 12月、連続ドラマ） - 片山桐子
  - 新・刑事吉永誠一（2014年10月 - 12月、連続ドラマ） - 片山桐子 [9]
- マトリの女 厚生労働省 麻薬取締官（2014年） - 主演・神木亜希子 [注 1]

### 映画
- 食卓のない家（1985年） - 沢木香苗
- 恋人たちの時刻（1987年） - 更科利加子
- はぐれ刑事純情派（1989年） - 片桐由美

### テレビ番組
- SHARPワールドドキュメント・世界のこれがNo'1 （日本テレビ）- 立川清登と共に司会
- いい旅チャレンジ20,000km／清水港線 旅の表情（1980年、演出：大林宣彦）
- NHK特集「トンカジョンの出奔 〜白秋・『思ひ出』の世界〜」（1990年、NHK）- 母 役ほか[11]

### 舞台
- 銭形平次

### CM
- サントリー 生樽（真野響子との共演 1985年）
- 三菱ビデオ・ファンタス
- 小西六写真工業 U-BIX
- 日本リーバ LUX（1989年）
- JRグループ
- ニコニコのり
- ハウス食品
- LIFIX
- POLA サザンコールアクト（1998年）